# Cryptoceuthospora moravica
Cryptoceuthospora moravica är en svampart som beskrevs av Petr. 1921. Cryptoceuthospora moravica ingår i släktet Cryptoceuthospora, divisionen sporsäcksvampar och riket svampar.   Inga underarter finns listade i Catalogue of Life.